# شارلوته س. كامبل
شارلوته س. كامبل (بالإنجليزية: Charlotte C. Campbell) هي اخصائية فطريات أمريكية، ولدت في 4 ديسمبر 1914 في وينشستر في الولايات المتحدة، وتوفيت في 8 أكتوبر 1993 في بوسطن في الولايات المتحدة.